# St Môret
 (juillet 2025).
Pour l’article ayant un titre homophone, voir Saint-Moré.
St Môret est une marque commerciale française d'une série de fromages industriels à pâte fraîche. Cette marque appartient à Savencia Fromage & Dairy. Le fromage est vendu depuis 1980.

## Caractéristiques
Fabriqués à partir de lait de vache, babeurre et crème mélangés et pasteurisés, les produits St Môret sont fabriqués dans les usines de Fromarsac à Marsac-sur-l'Isle et à Lys-Haut-Layon en France.